# Wiltz
Wiltz este un oraș în Luxemburg.

## Festivalul din Wiltz
Începând din 1953 pe arealul castelului Wiltz are loc anual un festival de teatru și muzică.